# 立花家治
立花 家治（たちばな いえはる、生没年不詳）は、戦国時代から安土桃山時代の武将。立花氏の家臣。本姓は多々良氏族大村氏。諱は家治。通称は五郎、淡路。入道号は全長。子は立花統貞（助兵衛）、大村虎秀（長左衛門）。

## 生涯
豊後国の戦国大名・大友氏の家臣である戸次鑑連（後の立花道雪）に仕える。
鑑連より初め戸次氏、後に立花氏を賜姓される。『柳河藩享保八年藩士系図』の立花八次郎系譜に掲載される高橋鎮種（後の高橋紹運）が天正9年（1581年）に立花宗茂が立花氏養子になる際に家臣に出した覚に「戸次淡路入道」の名が見える。
立花鎮実(右衛門太夫)や立花統春(次郎兵衛)などと同様に晩年の鑑連の側近となっており、『柳河藩享保八年藩士系図』の立花八次郎系譜に掲載される宗茂(当時、統虎)からの鑑連（道雪）の病状についての知らせを請う5月6日の書状の宛名に「淡路入道殿」の名が見える。
天正年中の大友義統から立花氏家臣連名に与えた感状に「立花淡路入道」の名が見える。
隠居後に与えられた家治の隠居知行150石は文禄5年(1596年)に次男の虎秀に与えられた。

## 系譜
- 父：不詳
- 母：不詳
- 妻：不詳
  - 男子：立花統貞
  - 次男：大村虎秀